# 26678 Garner
26678 Garner è un asteroide della fascia principale. Scoperto nel 2001, presenta un'orbita caratterizzata da un semiasse maggiore pari a 3,1946401 au e da un'eccentricità di 0,2165081, inclinata di 9,45335° rispetto all'eclittica.